# The Sign of Four (film 1923)
The Sign of Four è un film muto del 1923 diretto da Maurice Elvey.

## Trama
A casa di Sherlock Holmes in Baker Street la signorina Morstan racconta al celebre investigatore – che per ascoltarla depone il suo violino - e al suo collaboratore Watson come, sei anni prima, quando era andata ai docks di Londra per accogliere il padre, di ritorno dal suo servizio come direttore di una colonia penale nelle Andamane, l'uomo fosse stato trovato morto, con una spina velenosa conficcata nel polso, e gli mostra un biglietto che gli era stato trovato addosso, recante quattro strani caratteri di tipo alfabetico. La giovane poi gli racconta che da allora, ogni anno, allo stesso giorno, riceveva per posta un pacchetto anonimo contenente una magnifica perla: il timbro postale era sempre quello di Twickenham; infine gli dice di essere stata convocata per quella sera, sempre anonimamente, da qualcuno che le prometteva di spiegarle i motivi dell'uccisione del padre.
Holmes e Watson si recano quindi con la Morstan all'appuntamento, appunto in un appartamento di Twickenham. Il padrone di casa racconta di essere stato ufficiale medico nel penitenziario diretto dal padre della giovane, assieme al quale, e a due detenuti, aveva stilato un patto, firmato col sangue, redatto in quadruplice copia, su ognuna delle quali ognuno aveva apposto il proprio carattere distintivo: una copia era appunto quella trovata sul cadavere del signor Morstan. Avevano stabilito di spartirsi un tesoro sepolto, di cui uno dei detenuti, Abdullah Khan – già noto a Holmes – sapeva l'ubicazione. Il dottore confessa allora di aver dissotterrato il tesoro, contenuto in una cassa, e di esserlo tenuto per sé, contravvenendo il patto. In seguito i due detenuti erano evasi, ed avevano verosimilmente rintracciato e ucciso Morstan sulla nave che lo riportava in Inghilterra, credendolo un traditore. Il dottore aggiunge di essere stato lui a mandare alla giovane una perla ogni anno, come per alleggerirsi la coscienza; poi si reca in una stanza attigua. Qui, poco dopo, viene trovato morto, con una spina velenosa nel polso.
Le susseguenti indagini portano a conclusioni assai divergenti: secondo Holmes l'assassino del dottore è stato un nano, coadiuvato da un uomo con una gamba di legno; secondo l'ispettore Jones di Scotland Yard l'omicida è stata una scimmia ammaestrata, e i sospetti della polizia cadono su un suonatore ambulante di organetto che si vede spesso nelle vicinanze, che possiede una scimmia. Naturalmente ha ragione Holmes. L'uomo con la gamba di legno, uno dei sottoscrittori del patto, viene individuato e arrestato; il nano, che risulta essere colui che ha favorito l'evasione dei detenuti, viene ucciso in uno scontro con la polizia.
Il quarto uomo, Abdullah Khan, si trova nella casa di Twickenham alla ricerca del tesoro: egli ha attratto colà Watson e la signorina Morstan (fra i due si è sviluppata una certa amicizia), che è convinto sappia dove si trovi. Inaspettatamente, lo scrigno col tesoro viene ritrovato, e Abdullah Khan lascia l'appartamento con esso e rapendo la Morstan, testimone scomoda, mentre Watson è lasciato privo di sensi sul pavimento. Occorrerà un difficile inseguimento lungo il Tamigi prima che Holmes riesca a bloccare Abdullah Khan, recuperando i preziosi e liberando la giovane Morstan. Caso chiuso.
Qualche tempo dopo, in Baker Street, Holmes sta suonando il violino quando gli occhi gli cadono sul biglietto di partecipazione alle nozze di Watson e signora (ex-signorina Morstan).

## Produzione
Il film fu prodotto dalla Stoll Picture Productions.

## Distribuzione
Distribuito dalla Stoll Picture Productions, uscì nelle sale cinematografiche britanniche il 3 settembre 1923. Nel 1926, è stato distribuito in Germania dall'Universum Film (UFA).